# Deklarace Konference OSN o životním prostředí a rozvoji
Deklarace Konference OSN o životním prostředí a rozvoji (anglicky: Rio Declaration on Environment and Development či zkráceně Rio Declaration) je jedním ze základních dokumentů udržitelného rozvoje, který přijala Organizace spojených národů na Konferenci OSN o životním prostředí a rozvoji, která se konala v brazilském Riu de Janeiru ve dnech 3. – 14. června 1992.  Pro Deklaraci se také užívá název Deklarace konference o životním prostředí a rozvoji v Rio de Janeiro, pro Konferenci Summit Země. Po dříve přijaté Stockholmské deklaraci se jedná o další důležitý text mezinárodního významu, který přiznává lidstvu právo na zdravé životní prostředí a  zároveň je stěžejním dokumentem pro následující vývoj mezinárodních aktivit v oblasti životního prostředí. Konference se stala (spolu se svými výsledky) zatím nejdůležitějším počinem OSN v oblasti udržitelného rozvoje. Konference se zúčastnili mimo jiné i představitelé z tehdejšího Československa.

## Struktura
Deklarace konference o životním prostředí a rozvoji v Rio de Janeiro je velice stručná. Její rozsah činí necelých 5 normostran, je tedy kratší než Stockholmská deklarace. Na těchto několika stranách jsou, obdobně jako ve zmiňované Stockholmské deklaraci, velice stručně vyjádřeny jasné formulace, vize a principy, které by měly být uplatňovány v národních i mezinárodních aktivitách zaměřených na ochranu životního prostředí.
Přestože některé působí obecně, jsou důležité pro jasné shrnutí toho, na čem v době konání Konference panovala obecná shoda. V jednoduchosti tkví také síla Deklarace. V jednotlivých principech se již pracuje s pojmem udržitelný rozvoj tak, jak byl ustaven ve zprávě Naše společná budoucnost. Samotný text je strukturován do preambule a 27 zásad či principů.
Úvodní část prohlašuje návaznost na Stockholmskou deklaraci. V jednotlivých principech jsou rozpracována jak poměrně konkrétní doporučení, tak i teoretický rámec pro mezinárodní společenství pro postup směrem k udržitelnému rozvoji.
Jednotlivé principy můžeme také chápat jako nástin a úvod do:
- dalších dokumentů, které z konference vzešly
- návrhů řešení a opatření v nich obsažených.

Deklarace se zabývá jednotlivými aspekty všech tří pilířů udržitelného rozvoje. Tedy  nejen environmentálními, ale i sociálními, institucionálními a politickými otázkami. Deklaruje pomoc jednotlivým aktérům a zájmovým skupinám (jako jsou např. obyvatelé rozvojových zemí, ženy a děti), která je podrobněji rozpracována v Agendě 21. Všichni zmiňovaní aktéři jsou: ženy, děti a mládež, domorodí obyvatelé, nevládní organizace, pracující a jejich odbory, podnikatelský sektor, vědecká a technická sféra a zemědělci.
Dále věnuje pozornost především mezinárodní spolupráci na opatřeních směřujících k udržitelnému rozvoji.

## Další dokumenty, které vzešly z Konference
Na Konferenci byly kromě Deklarace přijaty ještě další významné dokumenty: Zásady obhospodařování lesů (Forest Principles), Agenda 21 a Slib zemi (Pledge to Earth Archivováno 30. 12. 2014 na Wayback Machine.). Kromě toho se na Konferenci připravovaly také další důležité konvence: Rámcová úmluva OSN o změně klimatu, Úmluva o biologické rozmanitosti a Úmluva OSN o boji proti desertifikaci.